# Oecetis ichvara
Oecetis ichvara är en nattsländeart som beskrevs av Schmid 1995. Oecetis ichvara ingår i släktet Oecetis och familjen långhornssländor. Inga underarter finns listade i Catalogue of Life.